# Donna Tartt
Donna Tartt (Greenwood, Mississipi, 23 de desembre de 1963) és una escriptora estatunidenca de ficció.

## Biografia
Tartt va néixer a una ciutat propera al delta del riu Mississipi però es va criar a Grenada (Mississipi). A 13 anys ja publicava poesies als certàmens literaris locals i guanyava tots els concursos en els quals participava.
Va iniciar els seus estudis a la Universitat de Mississipi el 1981. El seu estil d'escritura va atreure l'atenció de Willie Morris quan només cursava el primer curs.
Gràcies a la recomanació de Morris, l'any 1982 va ser admesa al Bennington College, una universitat d'arts liberals a Vermont el 1982, on va fer amistat amb altres estudiants com Bret Easton Ellis, Jonathan Lethem i Jill Eisenstadt i on va estudiar als clàssics literaris com Claude Frederick.
A 28 anys va publicar «The Secret History», un llibre que li va portar vuit anys de preparació pel qual va rebre com a bestreta 250 mil dòlars i va ser traduït a 24 idiomes. Deu anys va trigar a escriure la seva segona novel·la, «The Little Friend», que seria publicada el 2002. Aproximadament el mateix temps li va portar escriure la seva tercera novel·la «The Goldfinch» que és més llarga que les anteriors, amb 771 pàgines.
A «The Goldfinch» escriu sobre el terrorisme i la destrucció de l'art, vista des de l'òptica d'un nen que veu en un museu aquesta obra holandesa del segle xvii pintada per Carel Fabritius. Amb aquesta obra va guanyar el Premi Pulitzer a la ficció de l'any 2014.

## Obres

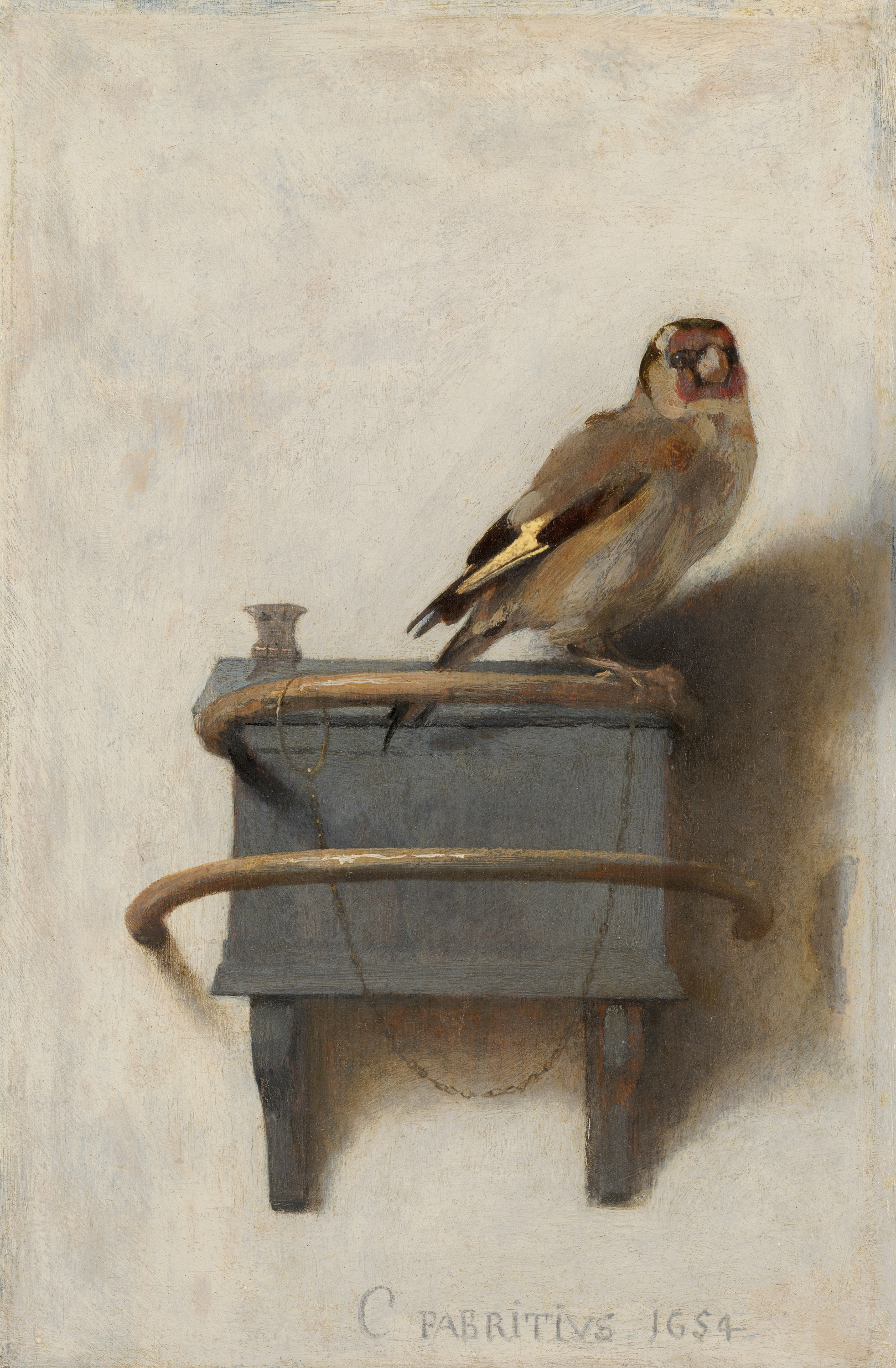
«The goldfinch» de Carel Fabritius, 1654.

### Novel·les
- The Secret History (1992)
- The Little Friend (2002)
- The Goldfinch (2013)

### Històries curtes
- Tam-O'-Shanter (1993)
- A Christmas Pageant (1993)
- A Garter Snake (1995)
- The Ambush (2005)

### No ficció
- Sleepytown: A Southern Gothic Childhood, with Codeine (1992)
- Basketball Season (1993)
- Team Spirit: Memories of Being a Freshman Cheerleader for the Basketball Team (1994)

### Audiollibres
- The Secret History
- The Little Friend
- True Grit
- Winesburg, Ohio